# Championnats d'Afrique juniors de natation
Les championnats d'Afrique juniors de natation sont une compétition de natation réservées à des sportifs africains âgés, selon les disciplines de la natation et le sexe des participants, entre 14 et 18 ans. de pays africains, dans le cadre d’un certain nombre d’épreuves. Ils sont organisés par Africa Aquatics.

## Éditions
| N° | Année | Ville         | Pays           | Date                                | Meilleure nation |
| -- | ----- | ------------- | -------------- | ----------------------------------- | ---------------- |
| 1  | 1988  | Harare        | Zimbabwe       | du 7 au 12 décembre 1988            | Égypte           |
| 2  | 1992  | Casablanca    | Maroc          | du 20 au 22 août 1992               | Égypte           |
| 3  | 1994  | Le Caire      | Égypte         | du 22 au 24 septembre 1994          | Afrique du Sud,  |
| 4  | 1996  | Beau Bassin   | Maurice        | du 6 au 7 décembre 1996             | Afrique du Sud   |
| 5  | 1998  | Germiston     | Afrique du Sud | du 3 au 6 décembre 1998             | Afrique du Sud   |
| 6  | 2003  | Casablanca    | Maroc          | du 11 au 13 août 2003               | Afrique du Sud   |
| 7  | 2005  | Beau Bassin   | Maurice        | du 18 au 21 août 2005               | Afrique du Sud   |
| 8  | 2009  | Beau Bassin   | Maurice        | du 22 au 25 octobre 2009            | Afrique du Sud   |
| 9  | 2011  | Port Harcourt | Nigeria        | du 1er au 4 décembre 2011           | Afrique du Sud   |
| 10 | 2013  | Lusaka        | Zambie         | du 28 novembre au 1er décembre 2013 | Afrique du Sud   |
| 11 | 2015  | Le Caire      | Égypte         | du 17 au 20 octobre 2015            | Égypte           |
| 12 | 2017  | Le Caire      | Égypte         | du 28 au 31 mars 2017               | Afrique du Sud   |
| 13 | 2019  | Tunis         | Tunisie        | du 11 au 15 septembre 2019          | Afrique du Sud   |
| 14 | 2021  | Accra         | Ghana          | du 10 au 16 octobre 2021            | Afrique du Sud   |
| 15 | 2023  | Saint-Pierre  | Maurice        | du 6 au 10 décembre 2023            | Égypte           |